# خوان غونزاليس (مستكشف)
خوان غونزاليس (بالإسبانية: Juan González de Mendoza)‏ (و. 1545 – 1618 م) هو مستكشف، وكاهن كاثوليكي، ومؤرخ إسباني، توفي في بوبايان، عن عمر يناهز 73 عاماً.

## مناصب
تولى منصب أسقف كاثوليكي (منذ 7 يونيو 1593)
- أسقف أبرشية [الإنجليزية]‏
- أسقف أبرشية [الإنجليزية]‏
- أسقف أبرشية [الإنجليزية]‏

.